# Money (пісня Pink Floyd)
«Money» — пісня англійського рок-гурту Pink Floyd з їхнього альбому 1973 року The Dark Side of the Moon. Написана Роджером Вотерсом, вона відкривала другу сторону оригінального альбому. Випущена як сингл, вона стала першим хітом гурту у Сполучених Штатах, досягнувши 10-го місця в журналі Cash Box та 13-го місця в Billboard Hot 100.
Пісню регулярно виконували Pink Floyd і вона грала на більшості турів з 1972 року, а з того часу її виконували Девід Гілмор і Вотерс під час їхніх відповідних сольних турів. Гілмор перезаписав пісню в 1981 році, а Вотерс випустив перезапис пісні в 2023 році.
«Money» описували як пісню в стилі прогресивного року, блюз-року, та хард-року.

## Чарти

### Тижневі чарти
| Чарт (1973)             | Найвища позиція |
| ----------------------- | --------------- |
| Canada RPM 100 Singles  | 18              |
| Austria                 | 10              |
| Germany                 | 49              |
| Italy (Musica e Dischi) | 15              |
| Spain (AFE)             | 10              |
| US Billboard Hot 100    | 13              |
| US Cash Box Top 100     | 10              |
| Чарт (1981)             | Найвища позиція |
| US Billboard Top Tracks | 37              |

### Річні чарти
| Чарт (1973)                     | Позиція |
| ------------------------------- | ------- |
| Canada                          | 157     |
| US (Joel Whitburn's Pop Annual) | 111     |
| US Opus                         | 91      |
| US Cash Box                     | 85      |
| US Billboard Hot 100            | 92      |

## Сертифікації
| Регіон                                                      | Сертифікація  | Продажі |
| ----------------------------------------------------------- | ------------- | ------- |
| Італія (FIMI) sales since 2009                              | Платиновий    | 50 000  |
| Нова Зеландія (RIANZ)                                       | 2× Платиновий | 60 000  |
| Іспанія (PROMUSICAE)                                        | Золотий       | 30 000  |
| Велика Британія (BPI) sales since 2005                      | Золотий       | 400 000 |
| продажі+прослуховування, що базуються лише на сертифікаціях |               |         |